# Багдадска гимназија
Багдадска Гимназија, ( арап. صالة الجمنيزيوم للألعاب الرياضية   ), некадашња гимназија Садама Хусеина, је спортски комплекс у Багдаду, Ирак, у близини Ал Шаб стадиона. Гимназију је пројектовао Ле Корбизје по налогу краља Фејсала II бен Газија  1956. године и то за потенцијалну употребу на Летњим олимпијским играма 1960. године. Након свргавања краља Фејсала II у војном пучу 1958. године, пројекат је прошао кроз неколико измена, као и сама локација комплекса. Ле Корбизје је преминуо 1965. године, оставивши иза себе мноштво цртежа и студија за мултифункционални Багдадски спортски комплекс који је укључивао велики стадион, тениске терене, базене и гимназију. Много касније, комплекс ће коначно и бити изграђен, и то између 1978. и 1980. године када је и отворен и назван по тадашњем ирачком председнику Садаму Хусеину. Америчке трупе су након инвазије на Ирак 2003. године и пада Багдада окупирале Гимназију, као и цео округ Шаб. 

## Архитектура
Центар је изграђен од армираног бетона. Распон главног крова је 34 метра, а конструкцију чини челична решетка прекривена валовитим алуминијумским плочама. Кровни носачи су окренути ка унутрашњости и кроз њих пролазе механички канали (климатизација и друге инсталације).  Затворени стадион капацитета 3.000 места и суседни амфитеатар на отвореном, повезани су огромним клизним вратима која, када се отворе, интегришу два стадиона у један простор. Поред организовања такмичења и тренинга из кошарке, одбојке, тениса, стоног тениса, мачевања, бокса, рвања, дизања тегова, теквондоа, џудоа и гимнастике, у гимназији се такође одржавају и концерти, састанци и митинзи за политичке партије. 

## Публикације у којима се истиче Гимназија
У јануару 1980. године Министарство становања и грађевинарства - Државна грађевинска комисија издала је публикацију на Арапском језику којом је обележена годишњица завршетка објекта. „Од ствари које морамо узети у обзир у овом тренутку је значај омладине и као и пружање подршке њима и активностима у којима учествују, као и њихови економски, социјални и политички утицаји на државну политику. Ето зашто је таква гимназија потреба од суштинске важности за нашу омладину; ова гимназија је један од најважнијих исхода револуције, за ирачку омладину и за подршку и развој њиховог спортског духа. Најпосебнија карактеристика ове гимназије је њена новина у Ираку ( мисли се на период од изградње и појаву на ирачкој архитектонској сцени). Заједно са стадионом Ал Шаб и олимпијским базеном, који ће бити изграђен поред гимназије, комплекс ће означити почетак новог Спортског центра. Државна грађевинска комисија поносна је представити ову гимназију нашим спортистима. Завршена у рекордном року, њена крајња архитектонска одлика је та што се она сматра изузетним примером савремене архитектонске уметности Ирака. Желимо да напори наших спортиста успеју, а ево и иницијативе која унапређује нашу подршку и давање. " 
Ирак је 1981. године посветио серију поштанских маркица у част отварања гимназије Садама Хусеина, међу осталим објектима модерне архитектуре попут Багдадске конгресне палате и Лука отвореног ума на Багдадском универзитету, који је дизајнирао Валтер Гропијус. 2013. године у Багдаду је одржана међународна конференција коју су заједнички организовали ИФПО-ова (Француски институт за Блиски исток у Бејруту) Урбана опсерваторија и Технички колеџ Универзитета у Багдаду, под покровитељством УНЕСКО-а, а под називом „Архитектура модернизма у Багдаду: од Ле Корбизјеа до ирачких пионира “. Фокус конференције био је на Багдадској гимназији и обухватао је и посету згради.